# Fabelheraldik

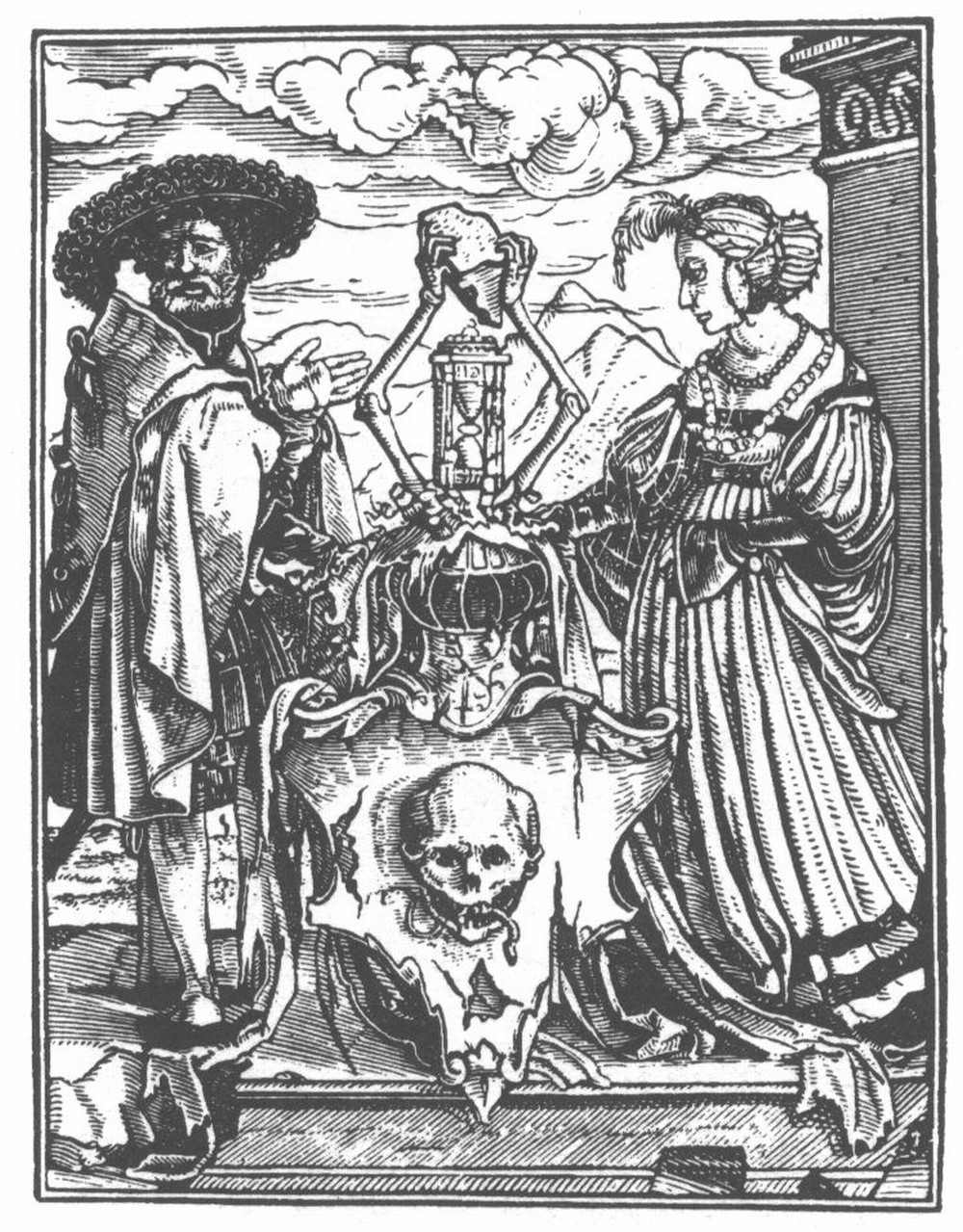
Imaginäre Symbolik von „Gevatter Tod“ in einem Fabelwappen (Bild von Hans Holbein der Jüngere)

Fabelheraldik ist die Lehre des imaginären („bildhaften“) Wappenwesens und umfasst primär die Bereiche „imaginäre Wappenkunde“ und „imaginäre Wappenkunst“. Sie beschäftigt sich mit Wappen, die in ihrem Aufbau, ihrer Symbolik und/oder in ihrer Bedeutung auf Menschen oder menschenartige Wesen Bezug nehmen, die vor dem Entstehen der Heraldik Teil des kollektiven Gedächtnisses respektive der kollektiven Vorstellung waren.
Zu den „Imaginären Menschen/Menschenartigen“, die in der Heraldik aufgegriffen werden, zählen zum Beispiel die fiktiven Charaktere literarischer Helden, mythologische Mischwesen wie der Greif, aber auch Personifikationen (zum Beispiel menschenartige Figuren, die einen abstrakten Inhalt allegorisch verkörpern wie beispielsweise der Gevatter Tod, die Tugenden oder das Laster).

## Geschichte
Die Lehre der imaginären Wappen geht auf den französischen Historiker und Heraldiker Michel Pastoureau (* 1947) zurück. Nach seiner Ansicht zählt diese zu den wichtigsten wissenschaftlichen Feldern der heraldischen Forschung, die sich seit der zweiten Hälfte des 20. Jahrhunderts eröffneten.
Es ist kein Zufall, dass die Imaginäre Heraldik ihren Ausgangspunkt in Frankreich nimmt. Schon im 20. Jahrhundert etablieren sich dort umfangreiche, interdisziplinäre Forschungen zum „l’imaginaire“ (dt. „das Imaginäre“), an der insbesondere die französische Philosophie und Soziologie intensiv beteiligt sind. Wichtige Autoren in diesem Zusammenhang sind Michel Maffesoli, Jean-Luc Nancy, Jean-Paul Sartre, Cornelius Castoriadis und im engeren Sinne auch die Schriften des französischen Psychoanalytikers Jacques Lacan.
Ob die Imaginäre Heraldik im Zuge der zunehmenden Lacan- und Pastoureau-Rezeption ein fester Bestandteil der deutschen Heraldik wird, ist noch offen.

## Die imaginären Wappenarten

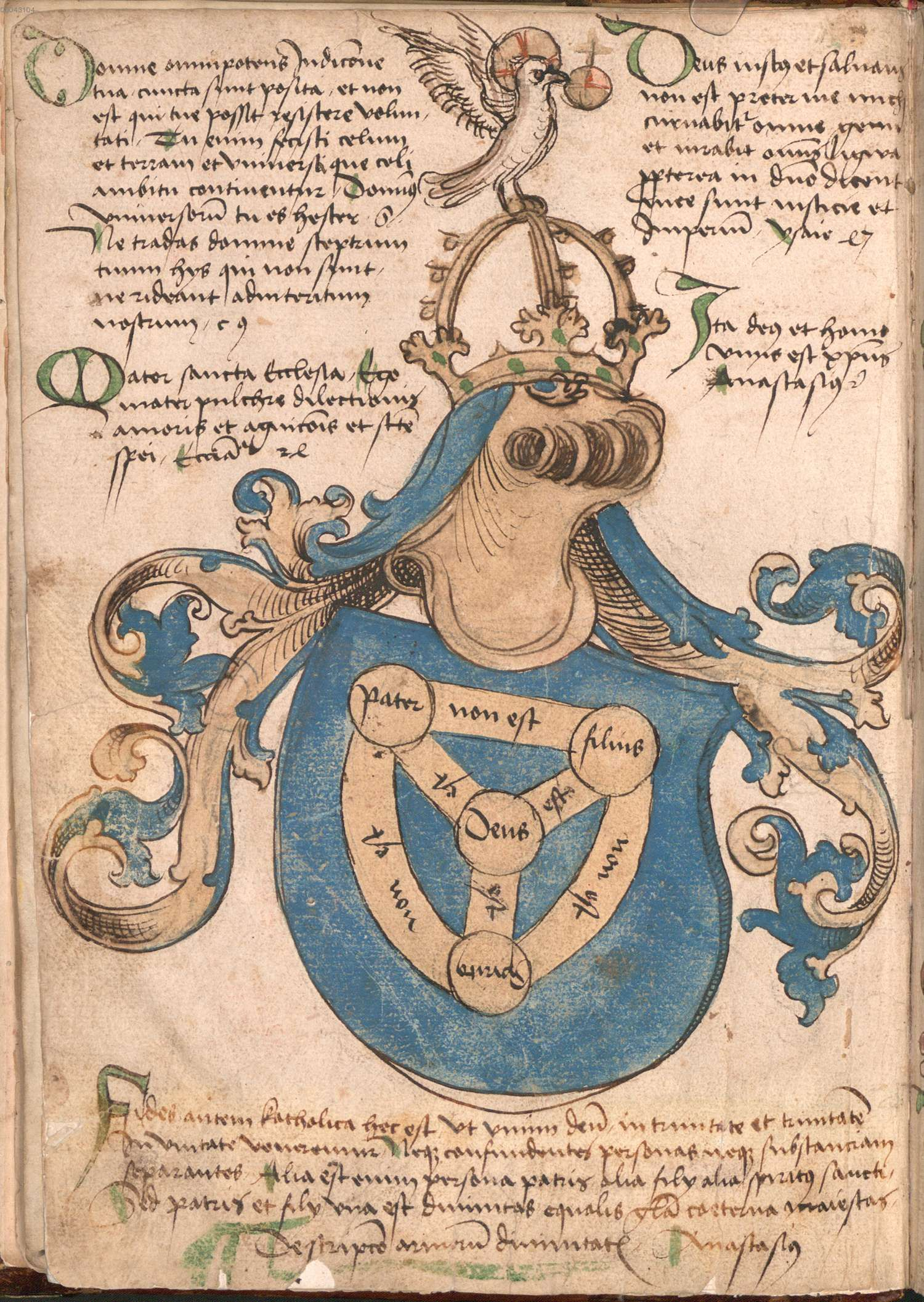
Wappen der Dreieinigkeit im Wernigeroder Wappenbuch

Es gibt verschiedene Arten von imaginären Wappen. Der Historiker Michel Pastoureau schlägt folgende Kategorisierung vor:
- Real historische Figuren der Antike und des Mittelalters: Könige von Rom, die großen Gestalten der griechischen und römischen Päpste, Kaiser und Könige des Früh- und des Hochmittelalters. In dieser Kategorie sind am häufigsten die Wappen zu Alexander[2], zu Gaius Iulius Caesar[3], zu Karl dem Großen[4] und zu den Neun Guten Helden vertreten.[5]

- Helden und Götter der griechisch-römischen Mythologie, vor allem die Helden und Götter des Trojanischen Krieges[6] wie Hektor, Odysseus oder Achilleus.

- Helden und Götter der germanischen und skandinavischen Mythologie: Die Wappen-Darstellungen in dieser Kategorie sind momentan weniger zahlreich als jene aus der griechisch-römischen Mythologie. Zur Kategorie zählen zum Beispiel Wappen mit Referenz auf Odin, Thor, Siegfried den Drachentöter oder auf Helden des Nibelungenliedes.[7]

- Echte oder eingebildete Helden und Persönlichkeiten, die außerhalb des westlichen Christentums lebten: Kaiser von Konstantinopel, Emire, Wesire und Sultane, Attila, chinesische Kaiser oder die Fürsten und Prinzen aus deren Umgebung.[8]

- Biblische Figuren, zum Beispiel Adam und Eva, Abraham, Moses, die Heiligen Drei Könige.[9]

- Sonstige Christliche Symbole in der Heraldik: die Heilige Dreifaltigkeit und die göttlichen Personen, Maria (Mutter Jesu) und die Apostel, die Heiligen, imaginäre Geschöpfe wie Engel sowie Satan und andere Wesen, die das Böse verkörpern[10].

- Personen, Königreiche und Plätze, die durch die mittelalterliche Phantasie geschaffen wurden (zum Beispiel der Priesterkönig Johannes).

- Literarische Helden wie zum Beispiel Roland und seine Gefährten[11], Personen aus germanischen Romanen[12], Artus und seine Gefährten.

- Verschiedene Personifikationen: Laster und Tugenden, allegorische Personifikationen (wie im Rosenroman), Tierfiguren mit einem Menschen (wie in Reineke Fuchs), Flüsse, Winde und der Welt.